# Cloruro de guanidinio

El cloruro de guanidinio (abreviado como GndCl) es la sal hidrocloruro de la guanidina. Es empleado en bioquímica por sus características de agente caotrópico.

## Uso en desnaturalización proteica
El cloruro de guanidinio es uno de los desnaturalizantes más potentes que se emplean en el estudio del plegamiento de proteínas: a una concentración de 6 molar, todas las proteínas con una estructura definida la pierden, quedando en forma de ovillo estadístico.